# Vindeker Industris
Vindeker Industris bila je američka kompanija osnovana sedamdesetih godina prošlog veka. Bavila se proizvodnjom aviona od kompozitnih materijala, što je tada bila nova tehnologija. Kompanija je proizvodila nekoliko modela aviona, uključujući Vindeker YE-5, Vindeker Igl i Vindeker SAVIOR.
Jedna od glavnih karakteristika aviona koje su proizvodili bila je konstrukcija od kompozitnih materijala umesto tradicionalnih metala. Ovaj materijal je pružao bolju čvrstoću i otpornost na koroziju, dok je istovremeno bio lakši i lakši za održavanje. To je omogućilo avionima da imaju veću efikasnost i smanjenu potrošnju goriva.
Vindeker Industris bila je pionir u primeni novih tehnologija i inovacija u proizvodnji aviona. Među njihovim dostignućima su bili avioni koji su koristili napredne sisteme i tehnologije, uključujući radar, navigacione i komunikacione uređaje. Takođe su razvili posebne sisteme za ublažavanje vibracija koji su pružali veću sigurnost i udobnost letenja.
Iako su avioni koje su proizvodili bili izuzetno kvalitetni i inovativni, kompanija se suočila sa finansijskim problemima i nedostatkom podrške vodećih kompanija u avioindustriji. Kao rezultat toga, proizvodnja aviona bila je ograničena i samo nekoliko modela je proizvedeno. Vindeker Industris je na kraju bankrotirala krajem sedamdesetih godina.
Ipak, Vindeker Industris je ostavila značajan trag u avioindustriji i inovacijama u proizvodnji aviona. Njihova primena kompozitnih materijala i naprednih tehnologija imala je značajan uticaj na razvoj avioindustrije i dovela je do poboljšanja performansi i efikasnosti aviona u to vreme.